# Mu'ayyid ad-Dawla Buyah
Mo'ayyed o-dowleh ou Mu'ayyid ad-Dawla Buyâh (Auxiliaire de l'empire) est le troisième fils de Rukn ad-Dawla, émir bouyide. Il devient émir à Ray à la mort de son père le 16 septembre 976, avec l'aide de son frère Fakhr ad-Dawla `Alî il devient émir du Gorgan en 980 et du Tabaristan en 981. Il meurt en 984 et laisse tous ses territoires à Fakhr ad-Dawla.

## Biographie
À sa mort en 976, Rukn ad-Dawla laisse trois fils :
- `Adhud ad-Dawla Fannâ Khusraw (L'auxiliaire de l'empire) (? -mars 983[4]), l'aîné a hérité de son oncle `Imad ad-Dawla `Alî en 949. Il est alors devenu émir du Fars.
- Fakhr ad-Dawla `Alî (Gloire de l'empire) (?-997) est désigné par son père pour lui succéder à Ray.
- Mu'ayyid ad-Dawla Bûyah (Auxiliaire de l'empire) (?-984) est désigné par son père pour lui succéder à Hamadân.

### Le règne
Mu'ayyid ad-Dawla Bûyah doit reconnaître la suprématie d'`Adhud ad-Dawla, en échange de sa désignation comme émir d'Hamadân. Fakhr ad-Dawla se rebelle contre `Adhud ad-Dawla.
En 980, Mu'ayyid ad-Dawla vient en aide à `Adhud ad-Dawla et contraint Fakhr ad-Dawla à se réfugier chez le Ziyaride Qâbûs. `Adhud ad-Dawla offre à Qâbûs de l'argent et des territoires en échange de la reddition de Fakhr ad-Dawla. Qâbûs refuse. Cela n'arrête pas les deux frères, `Adhud ad-Dawla prend le Gorgan en 980, Mu'ayyid ad-Dawla prend le Tabaristan en 981. Mu'ayyid ad-Dawla devient le souverain de ces deux provinces. Qâbûs et Fakhr ad-Dawla sont alors contraints de s'enfuir et demandent l'aide des Samanides. Une armée samanide essaie vainement de reconquérir les territoires pris par les Bouyides.

### Le retour au pouvoir de Fakhr ad-Dawla
`Adhud ad-Dawla meurt en mars 983, Mu'ayyid ad-Dawla le suit de peu en 984. Fakhr ad-Dawla reprend son territoire à Ray. Mais il refuse de redonner à Qâbûs le contrôle du Tabaristan et du Gorgân.
Le vizir de Mu'ayyid ad-Dawla, Al-Sahib Ibn Abbad rassemble une armée dans le Gorgan et convainc les soldats d'accepter Fakhr ad-Dawla comme leur nouveau maître. Ce dernier qui se trouve alors au Khorasan se dirige vers le Gorgan où il est proclamé émir à la place de son frère.